# Dorstenia vivipara
Dorstenia vivipara är en mullbärsväxtart som beskrevs av Friedrich Welwitsch. Dorstenia vivipara ingår i släktet Dorstenia och familjen mullbärsväxter. Inga underarter finns listade i Catalogue of Life.